# احتطاب حضري

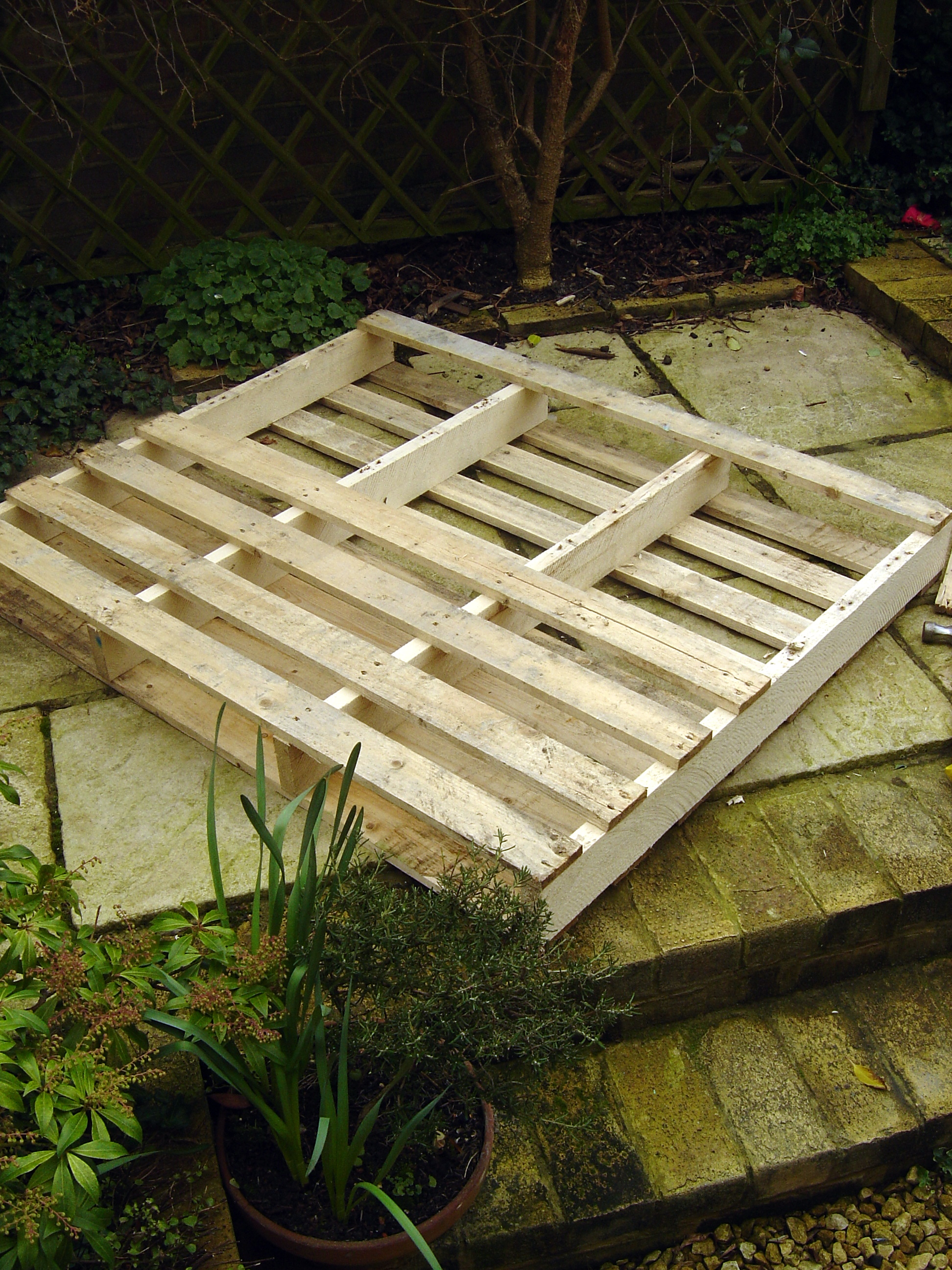
منصة نقالة مستعادة.

الاحتطاب الحضري هو نوع خاص من البحث في قواديس النفايات (المملكة المتحدة) أو التفتيش في صناديق القمامة (الولايات المتحدة) حيث يكون التركيز على جلب الخشب إما لمشروعات الإنشاءات المنزلية أو من أجل التدفئة المنزلية.

## التشجيع المتعمد من الشركات
تزداد تكلفة التخلص من النفايات وترى بعض الشركات أن التشجيع المتعمد على هذا النوع من إعادة الاستخدام كوسيلة لتقليل نفاياتها، ومن ثم الحد من التكاليف المباشرة. ومن الفوائد الثانوية للاحتطاب الحضري من حيث «الحفاظ على البيئة» أنها ربما تكون ذات قيمة كأحد أشكال التخضير. في المملكة المتحدة، تضع متاجر إيكيا مهد طفل خشبيًا بالقرب من موقف السيارات بها وتشجع المتسوقين على القيام بذلك بأنفسهم. وهذا الخشب عبارة عن مزيج من مواد التعبئة وأجزاء محطمة من الأثاث وتبدو مناسبة لتجهيزات المحلات. ونظرًا لأنها تكون إلى حد كبير عبارة عن أجزاء من ألواح مطلية، فإنها لا تكون مناسبة للتدفئة أو الإنشاءات الخارجية لكنها لا تزال مصدرًا شائعًا لعمليات الإصلاح التي تتم داخل المنازل.